# Ancistrocheiridae
Ancistrocheiridae is een familie van weekdieren uit de klasse van de Cephalopoda (inktvissen).

## Geslacht
- Ancistrocheirus Gray, 1849